# Argumentos del máximo y el mínimo

Como ejemplo, las funciones sinc normalizadas y sin normalizar aquí arriba tienen un arg max de {0}, porque ambas alcanzan su valor global máximo de 1 en.
La función sinc sin normalizar (roja) tiene un arg min de aproximadamente {-4.49; 4.49}, porque tiene dos valores globales mínimos de aproximadamente -0.217 en. Sin embargo, la función sinc normalizada (azul) tiene un arg min de {-1.43; 1.43} aproximadamente, ya que su mínimo global ocurre en, aunque el valor mínimo sea el mismo.

En matemáticas, los argumentos del máximo y el mínimo (abreviados como arg max/argmax; arg min/argmin) son los puntos del dominio de una función en la cual los valores de la función son maximizados o minimizados. En contraste al máximo global, refiriéndose a las salidas más grandes, el arg max se refiere a las entradas o argumentos en que las salidas de la función son lo más grandes posible.

## Definición
Dada una función {\displaystyle f\colon X\rightarrow Y}, el arg max sobre un subconjunto {\displaystyle S} de {\displaystyle X} está definido por
{\displaystyle {\underset {x\in S\subseteq X}{\operatorname {arg\,max} }}\,f(x):=\{x\mid x\in S\wedge \forall y\in S:f(y)\leq f(x)\}.}
Si {\displaystyle S=X} o {\displaystyle S} es despejado del contexto, entonces {\displaystyle S} es comúnmente dejado afuera, como en {\displaystyle {\underset {x}{\operatorname {arg\,max} }}\,f(x):=\{x\mid \forall y:f(y)\leq f(x)\}.} En otras palabras, el arg max es el conjunto de puntos {\displaystyle x} para cual {\displaystyle f(x)} alcanza el valor más grande de la función, es el conjunto formado por números del eje de las x en que la derivada en ellos es 0. De otra manera el conjunto de las abscisas de los extremos relativos. El max es el valor de la ordenada para el extremo relativo con mayor valor de y.  Arg max puede ser un conjunto vacío, un conjunto unitario, o puede contener múltiples elementos. Por ejemplo, si {\displaystyle f(x)} es {\displaystyle 1-|x|}, entonces {\displaystyle f} alcanza su valor máximo de 1 sí y solo si {\displaystyle x=0}, incluyendo
{\displaystyle {\underset {x}{\operatorname {arg\,max} }}\,(1-|x|)=\{0\}.}
El operador del arg max es el complemento natural del operador máximo en el cual, dada la misma función, devuelve el valor máximo en lugar del punto o los puntos que alcanzan ese valor; en otras palabras
{\displaystyle \max _{x}f(x)} es el elemento en {\displaystyle \{f(x)\mid \forall y:f(y)\leq f(x)\}.}
Al igual que en el arg max, el máximo puede ser un conjunto vacío (en cuyo caso el máximo es indefinido) o un conjunto unitario, pero a diferencia del arg max, el máximo no puede contener múltiples elementos: por ejemplo, si {\displaystyle f(x)=4x^{2}-x^{4}}, entonces {\displaystyle {\underset {x}{\operatorname {arg\,max} }}\,(4x^{2}-x^{4}):=\{-{\sqrt {2}},{\sqrt {2}}\}}, pero {\displaystyle {\underset {x}{\operatorname {max} }}\,(4x^{2}-x^{4}):=\{4\}} porque la función alcanza el mismo valor en cada elemento de arg max.
De la misma manera, si {\displaystyle M} es el máximo de {\displaystyle f}, entonces arg máx es el conjunto de nivel del máximo:
{\displaystyle {\underset {x}{\operatorname {arg\,max} }}\,f(x)=\{x\mid f(x)=M\}=:f^{-1}(M)}
Podemos simplificar esto para dar la simple identidad
{\displaystyle f\left({\underset {x}{\operatorname {arg\,max} }}\,f(x)\right)=\max _{x}f(x).}
Si el máximo es alcanzado en un punto simple, entonces se llama a este punto como el arg max, significando que definimos el arg max como un punto, no un conjunto de puntos. Entonces, por ejemplo,
{\displaystyle {\underset {x\in \mathbb {R} }{\operatorname {arg\,max} }}\,(x(10-x))=5}
(más bien que el conjunto unitario es {5}), ya que el valor máximo de {\displaystyle x(10-x)=25}, lo cual ocurre cuando {\displaystyle x=5}. Sin embargo, en caso de que el máximo sea alcanzado en varios puntos, arg max es un conjunto de puntos.
Entonces tenemos, por ejemplo
{\displaystyle {\underset {x\in [0,4\pi ]}{\operatorname {arg\,max} }}\,\cos(x)=\{0,2\pi ,4\pi \}}
ya que el valor máximo de {\displaystyle cos(x)} es 1, lo cual ocurre en el intervalo {\displaystyle x=0,2\pi } o {\displaystyle 4\pi }. En la totalidad de la línea real, su arg max es {\displaystyle \{0,2\pi ,-2\pi ,4\pi ,\dots \}.}
Nótese que estas funciones generalmente no alcanzan un valor máximo, y por lo tanto el arg max suele ser un conjunto vacío, por ejemplo, {\displaystyle {\underset {x\in \mathbb {R} }{\operatorname {arg\,max} }}\,x^{3}=\emptyset }, ya que {\displaystyle x^{3}} es ilimitado en la línea real. Sin embargo, por el teorema de Weierstrass (o el clásico argumento de compacidad), una función continua en el intervalo de un espacio compacto tiene un máximo y, por lo tanto, un arg max que no es un conjunto vacío.

## Arg min
El arg min (o argmin) existe por el argumento del mínimo, y es definido análogamente. Por ejemplo,
{\displaystyle {\underset {x}{\operatorname {arg\,min} }}\,f(x):=\{x\mid x\in S\wedge \forall y\in S:f(y)\geq f(x)\}}
son puntos de {\displaystyle x} para cuya {\displaystyle f(x)} alcanza su valor mínimo. El operador complementario es el arg max.